# Cho So-hyun
Cho So-hyun (koreansk: 조소현; født 24. juni 1988) er en kvindelig sydkoreansk fodboldspiller, der spiller midtbane for engelske Tottenham Hotspur i FA Women's Super League og Sydkoreas kvindefodboldlandshold, siden hendes debut i 2007.
Hun har tidligere spillet for norske Avaldsnes IL i Norge, som var hendes første skifte til en europæisk klub i 2018. I december 2018, blev det så annonceret at den engelske ligaklub West Ham United, havde hentet hende. I juli 2020, annoncerede klubben, en toårig kontraktforlængelse med Cho. På Deadline Day den 28. januar 2021, skiftede Cho på en lejeaftale til liga- og lokalrivalerne fra Tottenham Hotspur, til og med sæsonafslutning. Klubben skrev en officiel kontrakt med hende, i juli samme år.
Hun var den sydkoreanske landsholdsanfører ved VM i fodbold for kvinder 2015 i Canada, og har siden haft rollen på holdet.